# ناحیه براگا
ناحیه براگا (به پرتغالی: Distrito de Braga) یک منطقهٔ مسکونی در پرتغال است که در پرتغال واقع شده‌است. منطقه براگا ۲٬۶۷۳ کیلومتر مربع مساحت و ۸۳۱٬۳۶۸ نفر جمعیت دارد.